# سیارک ۵۳۶۷
سیارک ۵۳۶۷ (به انگلیسی: 5367 Sollenberger، نامگذاری:1982TT) پنج هزار و سیصد و شصت و هفتمین سیارک کشف شده‌است که در ۱۳ اکتبر ۱۹۸۲ کشف شد.
قدر مطلق سیارک برابر ۱۱٫۹۰ است.